# Sounds of Silence
Pour les articles homonymes, voir Sound of Silence.
Albums de Simon et Garfunkel
Wednesday Morning, 3 A.M.
(1964) Parsley, Sage, Rosemary and Thyme
(1966)
Sounds of Silence est le deuxième album du duo Simon et Garfunkel, paru en 1966. La chanson-titre, déjà présente sur leur précédent album Wednesday Morning, 3 A.M. dans une version acoustique, fut leur premier succès.

## Titres
Toutes les chansons sont de Paul Simon, sauf indication contraire.
| No  | Titre                           | Auteur | Durée |
| --- | ------------------------------- | ------ | ----- |
| 1.  | The Sound of Silence            |        | 3:08  |
| 2.  | Leaves That Are Green           |        | 2:23  |
| 3.  | Blessed                         |        | 3:16  |
| 4.  | Kathy's Song                    |        | 3:21  |
| 5.  | Somewhere They Can't Find Me    |        | 2:37  |
| 6.  | Anji (en)                       | Graham | 2:17  |
| 7.  | Richard Cory (en)               |        | 2:57  |
| 8.  | A Most Peculiar Man             |        | 2:34  |
| 9.  | April Come She Will (en)        |        | 1:51  |
| 10. | We've Got a Groovey Thing Goin' |        | 2:00  |
| 11. | I Am a Rock                     |        | 2:50  |

## Musiciens
- Paul Simon : guitare acoustique, chant
- Art Garfunkel : chant
- Hal Blaine : batterie
- Glen Campbell : guitare acoustique